# مسجد باب السلام
مسجد باب السّلام، (باب السّلامة) هو أحد مساجد دمشق القديمة يقع بمحاذاة السّور وملاصقا لباب السّلام (أحد الأبواب الشّماليّة لسور مدينة دمشق القديمة)، وبالتّحديد في شارع الفرّايين على ضفّة نهر عقربا؛ وعلى منعطف من السّور يجعل اتّجاهه نحو الشّرق، ويفصل بين حيّ القيمريّة داخل الأسوار وبين أحياء الأقصاب والعمارة الواقعة خارج الأسوار.

## شكل المسجد
المسجد مستطيل الشّكل تبلغ أبعاده نحو 26×7م، وله ثلاثة مداخل ذات أبواب خشبيّة مفتوحة في جداره الشّمالي المبنيّ من الحجر البسيط التّشذيب بارتفاع نحو 2.30م. وتظهر تفاصيل الحجر بوضوح، ثمّ تُشاهد مونة بيضاء سميكة تغطّي الجدار حتّى السّقف، وأمّا جدرانه الباقية مبنيّة من الطّوب المدعم بالعوارض الخشبيّة، ومغطّاة بالمونة البيضاء أيضًا. ويوجد سبيل مياه عن يمين المدخل الرّئيس، وهو ذو إطار وعقد من الحجر البازلتيّ الأسود.

## النّوافذ
وللمسجد نافذتان بين الباب الأول والثّاني ونافذة واحدة بين الباب الثّاني والثّالث، والنّوافذ مستطيلة ومقوّسة من الأعلى ومُغشّاة بشبكة من القضبان الحديديّة. النّافذة الأولى مزيّنة بحجارة سوداء؛ باستثناء قفل العقد فهو ذو لون أبيض. أمّا النّافذة الثّانية فهي مزيّنة بحجارة مشذّبة متناوبة الألوان الأسود والأبيض، ومن الأعلى تصبح ذات لون أسود بالكامل. والنّافذة الثّالثة ذات إطار من الحجر الأسود بالكامل. وفي القسم العلويّ من الجدار الشّمالي للمسجد هناك سبع نوافذ خشبيّة زجاجيّة مستطيلة الشّكل؛ إحداها تؤدّي إلى المئذنة. 

## الأبواب
الباب الأوّل من الجهة الشّمالية الغربيّة -وهو الرّئيس- مزيون مداميك حجريّة مشذّبة متناوبة الألوان بين الأبيض والأسود، وعند نهاية الباب من الأعلى تصبح ذات لون أسود. والباب الثّاني الّذي يليه - كما الباب الأوّل- مزينٌ من أطرافه بالحجارة المتناوبة الألوان الأبيض والأسود باستثناء عقد الباب الوتريّ الّذي يصبح أسود اللّون، ويعلو الباب صفّ من المقرنصات الحجريّة. أمّا الباب الثّالث فتعلوه فتحة نصف دائريّة مغطّاة بشبكة معدنيّة. والأبواب الثّلاثة "مظلات" مستطيلة الّشكل مغطّاة بألواح خشبيّة وذات إفريز معدنيّ مخرم.

## المحراب والمنبر
المحراب في المسجد مكسوٌّ حديثا بالرّخام المشقّف بألوان متنوّعة تشمل الأسود، الأحمر، البنيّ، والأبيض، ويتميّز بزخارف هندسيّة من الأشكال المربّعة، المثلّثات، والنّجوم. يحتوي المحراب على قوس مدبّب، وترتفع فوقه لوحة أثريّة صغيرة من القاشاني كتب عليها: "لا إله إلا الله محمّد رسول الله". في غرب المحراب يوجد منبر خشبيّ حديث وبسيط، يُصعد إليه عبر خمس درجات. كان للمسجد منبر قديم لكن تمّ إزالته. كما أنّه لا يحتوي على صحن ولا على جانب.

## مئذنة المسجد
مئذنة المسجد خشبيّة بسيطة؛ شرفتها بارزة تمّ تركيبها بشكل نصف مثمّن على الجدار الشّمالي الخارجيّ للمسجد، ويتمّ الدّخول إليها عن طريق إحدى نوافذ الجدار الشّمالي العلويّة، وشرفتها أربعة أعمدة خشبيّة مطليّة باللّون البنيّ، يحيط بها درابزين خشبيّ ذو زخارف هندسيّة، وتغطّيها مظلّة خشبيّة ذات إفريز معدنيّ مخرّم، وفوقها جوسق مثمّن؛ يحمل قلنسوة مخروطيّة مصفّحة بألواح التّوتياء ومتوّجة بالهلال، أغلب الظّنّ أنّه تمّ تجديدها في العصر العثمانيّ المتأخّر؛ في ذروتها هرميّة على غِرار المآذن العثمانيّة.